# Zona económica exclusiva de Portugal

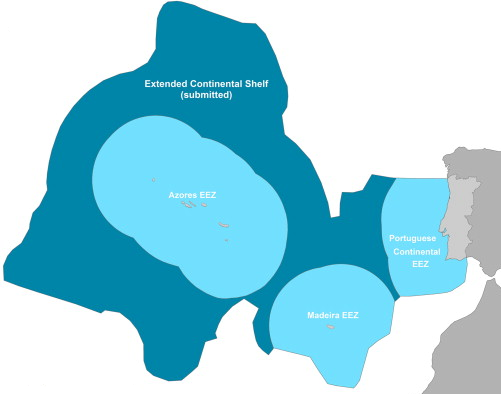
Zona económica exclusiva de Portugal
Plataforma continental estendida submetida

ZEE de Portugal no mapa-múndi

A Zona económica exclusiva de Portugal é a 3.ª maior da União Europeia, de tal ordem que 11 % da ZEE da União Europeia pertence a Portugal.  Com 1.727,408 km2 de área, a ZEE portuguesa é a 5.ª maior da Europa e 20.ª maior do mundo.

## Zona Económica Exclusiva de Portugal
- Portugal Continental 327,667 km²
- Açores 953,633 km²
- Madeira 446,108  km²
- Total: 1,727,408  km²

## Vigilância
A vigilância da ZEE portuguesa é exercida pela Marinha Portuguesa, Força Aérea Portuguesa, pela Autoridade Marítima Nacional, Polícia Marítima e Direção-Geral de Recursos Naturais, Segurança e Serviços Marítimos, que através de meios próprios executam missões de:
- Fiscalização e controlo das actividades de pesca;
- Detecção e controlo de actividades ilícitas;
- Imigração Ilegal;
- Detecção de poluição marítima;
- Controlo do Tráfego Marítimo;
- Operações Militares;
- Busca e Salvamento.

Estas missões são realizadas autonomamente ou podem envolver mais entidades, o que permite obter um maior grau de eficácia e potenciar os meios existentes colocando-os ao serviço de Portugal.

## Disputa com Espanha
Espanha  defende que a fronteira da ZEE mais a sul entre Espanha e Portugal deve consistir numa linha equidistante delimitada a meia distância entre a Madeira e as Canárias. No entanto, Portugal é soberano das Ilhas Selvagens (um sub-arquipélago a norte das Canárias) alargando a fronteira da ZEE mais para sul.
Espanha contrapõe com o argumento de que as Ilhas Selvagens não formam uma plataforma continental separada, de acordo com o artigo 121.º da Convenção das Nações Unidas sobre o Direito do Mar:
"Os rochedos que, por si próprios, não se prestam à habitação humana ou a vida económica não devem ter zona económica exclusiva nem plataforma continental."
O estatuto das Ilhas Selvagens como ilhas ou rochedos é o centro da actual disputa. Actualmente as Ilhas Selvagens constituem uma reserva natural protegida pelo Parque Natural da Madeira sempre com a presença constante de dois vigilantes da natureza e ocasionalmente com biólogos que visitam as ilhas para efectuar investigação da fauna e flora. Ao longo dos anos estas ilhas foram palco de episódios conflituosos inclusivamente com troca de tiros, que resultaram na apreensão pelas autoridades portuguesas de alguns barcos espanhóis que pescavam ilegalmente nessa área.